# Vialer
Vialer (tiếng Occitan: Lo Vialèr) là một xã thuộc tỉnh Pyrénées-Atlantiques trong vùng Nouvelle-Aquitaine miền tây nam nước Pháp.